# Jean Weerts
Johannes Leonardus (Jean) Weerts (Craubeek, 6 januari 1902 - Maastricht, 10 september 1966) was een Nederlandse beeldhouwer.

## Leven en werk
Weerts was een zoon van Gerardus Josephus Weerts en Anna Catharina Philomena Monen. Hij bezocht de Ambachtsschool in Heerlen waar hij werd opgeleid als meubelmaker en bekwaamde zich als beeldhouwer bij Atelier Thissen te Roermond en diverse ateliers in Frankrijk. In 1936 vestigde hij zich in Maastricht. Zijn oeuvre was figuratief en bestaat met name uit oorlogsmonumenten en religieus werk.
Weerts overleed op 64-jarige leeftijd.

## Werken (selectie)
- Sint Barbara (1927), Sint-Barbarakerk in Treebeek
- Heilig Hartbeeld (Slenaken) (1941)
- Heilig Hartbeeld (Neerbeek) (1946), bevrijdingsmonument
- Beeld in de Sint-Corneliuskapel (Colmont) (1946)
- Heilig Hartbeeld (Ulestraten) (1947), oorlogsmonument, met Eugène Quanjel
- Beeld in de Onze-Lieve-Vrouw-van-de-Rozenkranskapel (Ten Esschen) (1948)
- Oorlogsmonument in Lindenheuvel (1948), voetstuk van Quanjel.
- Heilig Hartbeeld (Berg) (1948), oorlogsmonument
- Belgisch monument (Cadier en Keer) (1948), oorlogsmonument
- Piëta in Hoensbroek (1949)
- Heilig Hartbeeld (Geulle) (1950), bevrijdingsmonument
- Beeld in de Sint-Jozefkapel (Rimburg) (1951)
- Sint-Barbarabeeld (Voerendaal), mijnwerkersmonument
- Heilig Hartbeeld (Lemiers) (1954), bevrijdingsmonument
- Beeld in de Mariakapel (Winthagen) (1955)
- Het Grote Offer, oorlogsmonument in Nieuwenhagen (1954)
- Mariamonument in Heer (1956)
- Beeld in de Onze-Lieve-Vrouw-Sterre-der-Zeekapel in Hellebroek (1961)

## Galerij

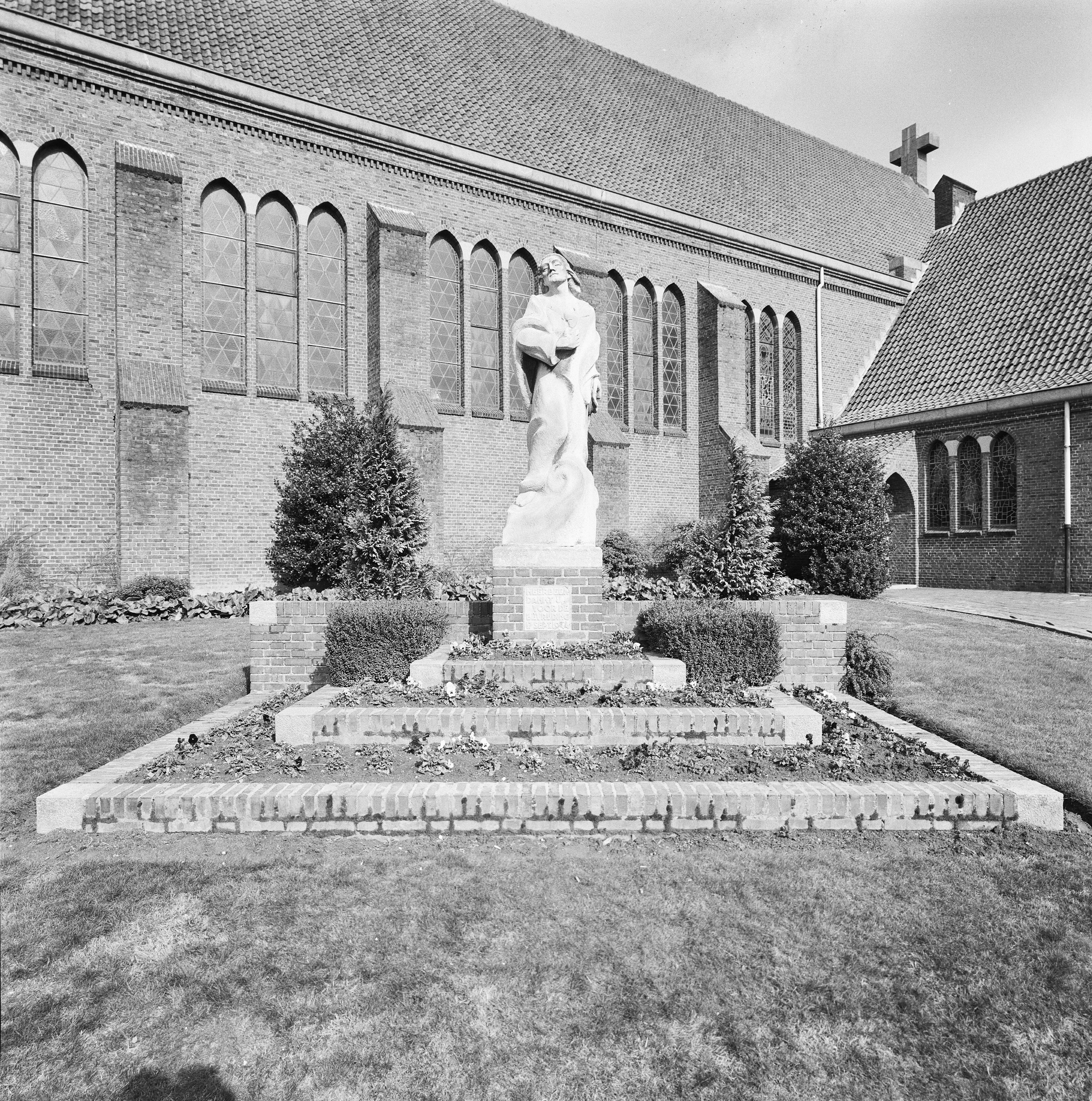
Bevrijdingsmonument  in Neerbeek
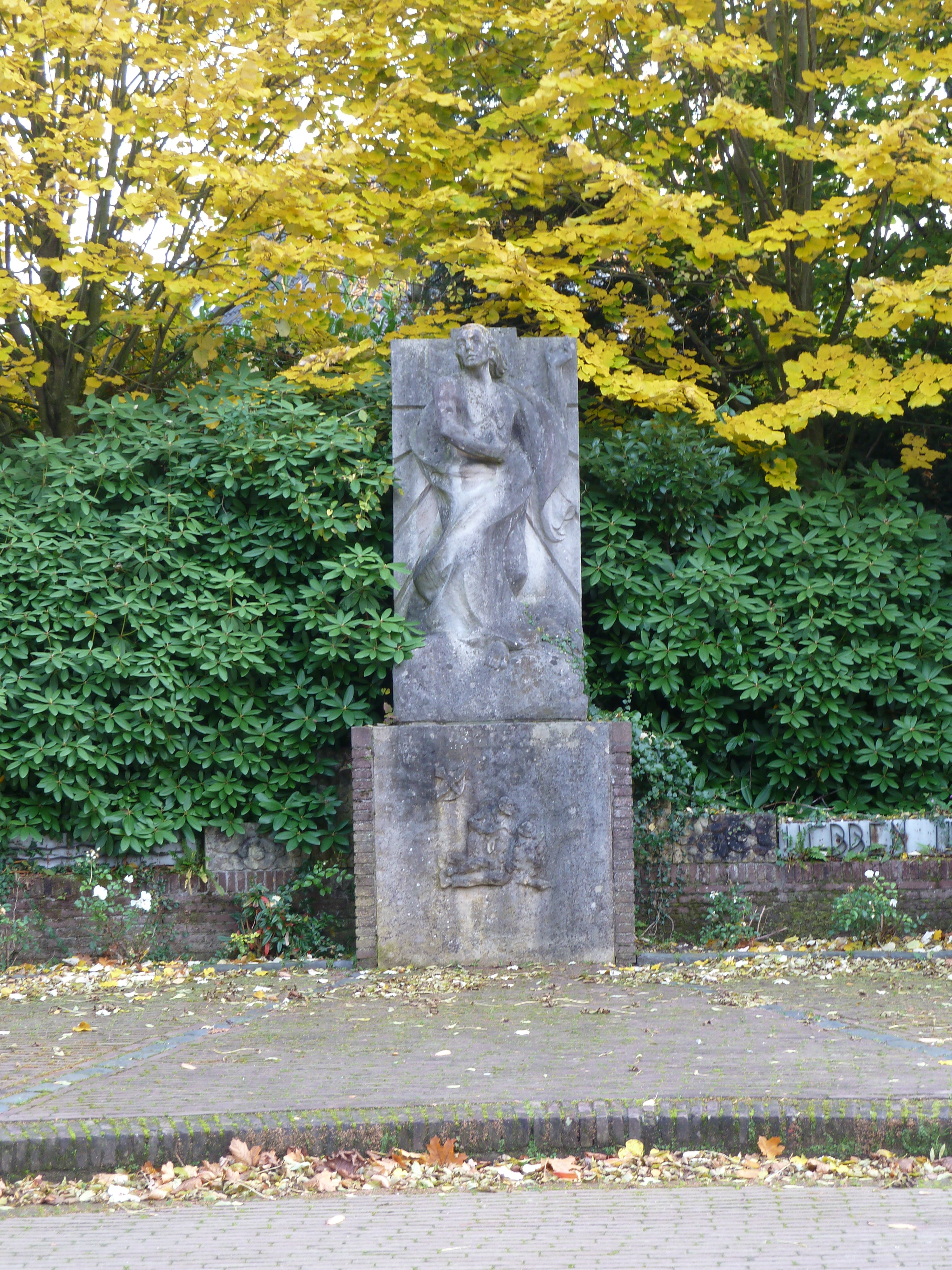
Oorlogsmonument in Ulestraten
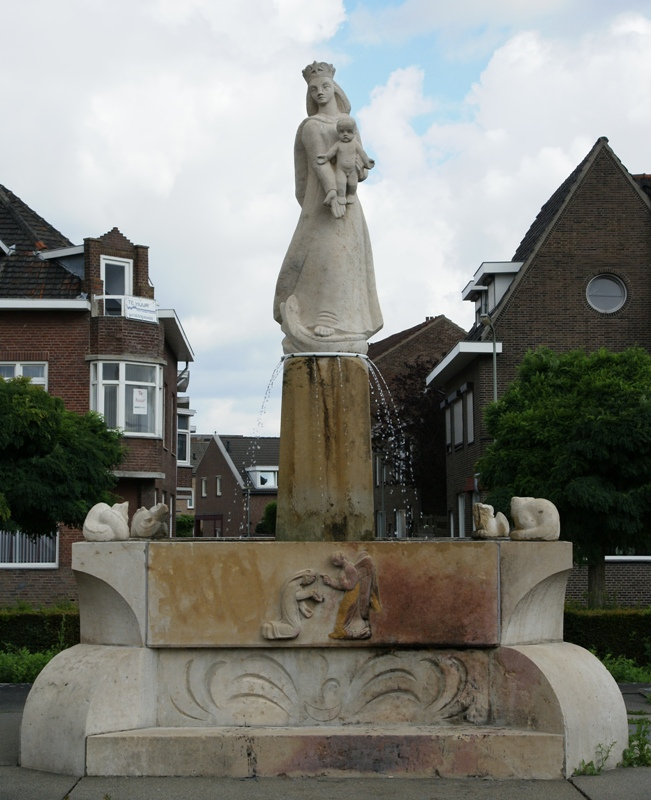
Mariamonument